# Liste der Kellergassen in Prottes
Die Liste der Kellergassen in Prottes führt die Kellergassen in der niederösterreichischen Gemeinde Prottes an.
| Foto |                 | Kellergasse                             | Standort             | Beschreibung |
| ---- | --------------- | --------------------------------------- | -------------------- | --- |
| ja   | Datei hochladen | Kellergasse/Ebenthalerstraße (Friedhof) | KG: Prottes Standort | Die Kellergasse ist ein beidseitiges Kellergassensystem in der Ebene und in Hanglage am östlichen Ortsrand. Sie besteht aus 89 Gebäuden (mehrheitlich traufständige Presshäuser, aber auch 15 Abgangshäuschen und 15 Um- und Neubauten) und hat eine Länge von 700 Metern. Das Kellerviertel ist überwiegend gut erhalten. Die Keller sind meist Sandkeller, nur wenige weisen Ziegelgewölbe auf. Die älteste Datierung geht auf das Jahr 1859 zurück. |
| ja   | Datei hochladen | Kleinprottes                            | KG: Prottes Standort | Das beidseitige Kellergassensystem liegt in Hanglage am nordöstlichen Ortsrand. Es besteht aus 67 Gebäuden (davon 18 Um- und Neubauten, teils mit Wohnnutzung) und hat eine Länge von 700 Metern. Die älteste Datierung geht auf das Jahr 1917 zurück. |

| Foto:                    | Fotografie der Kellergasse (Gesamtheit). Klicken des Fotos erzeugt eine vergrößerte Ansicht. Daneben finden sich zwei Symbole: \| Weitere Bilder vorhanden \| Das Symbol bedeutet, dass weitere Fotos des Objekts verfügbar sind. Durch Klicken des Symbols werden sie angezeigt. \| \| Eigenes Foto hochladen \| Durch Klicken des Symbols können weitere Fotos des Objekts in das Medienarchiv Wikimedia Commons hochgeladen werden. \| |
| Name:                    | Bezeichnung der Kellergasse |
| Standort:                | Es ist die Katastralgemeinde (KG) angegeben. Durch Aufruf des Links Standort wird die Lage der Kellergasse in verschiedenen Kartenprojekten angezeigt. |
| Beschreibung             | Kurze Beschreibung der Kellergasse |
| Weitere Bilder vorhanden | Das Symbol bedeutet, dass weitere Fotos des Objekts verfügbar sind. Durch Klicken des Symbols werden sie angezeigt. |
| Eigenes Foto hochladen   | Durch Klicken des Symbols können weitere Fotos des Objekts in das Medienarchiv Wikimedia Commons hochgeladen werden. |